# The Thorn and the Rose
The Thorn and the Rose è un cortometraggio muto del 1916 diretto da John S. Robertson.

## Produzione
Il film fu prodotto dalla Vitagraph Company of America (come Broadway Star Features).

## Distribuzione
Distribuito dalla General Film Company, il film - un cortometraggio in tre bobine - uscì nelle sale cinematografiche statunitensi il 16 settembre 1916.